# Neoemadiellus didactyloides
Neoemadiellus didactyloides är en skalbaggsart som beskrevs av Bordat 1990. Neoemadiellus didactyloides ingår i släktet Neoemadiellus och familjen Aphodiidae. Inga underarter finns listade i Catalogue of Life.